# Conseil national (Namibie)
Pour les autres articles nationaux ou selon les autres juridictions, voir Conseil national.
6e législature
Bâtiment du Conseil national
Le Conseil national (en anglais : National Council) est la chambre haute du parlement bicaméral de Namibie.

## Rôle
Le Conseil national est institué en 1993 conformément à la constitution de la Namibie.
Il a pour vocation de représenter les quatorze régions du pays.
Il a pour rôle d'examiner les projets de loi adoptés par l'Assemblée nationale et de faire des recommandations de législation sur des questions d'intérêt régional à celle-ci.

## Composition
Le Conseil national est composé de 42 membres élus, à raison de trois  pour chacune des 14 régions.

### Historique
| Organisation du peuple du Sud-Ouest africain (SWAPO)  | 19 | 21 | 24 | 24 | 40 | 28 |
| Mouvement démocratique populaire (PDM)                | 6  | 4  | 1  | 1  | 1  | 2  |
| Front démocratique uni (UDF)                          | 1  | 1  | 1  | 1  | -  | 02 |
| Organisation démocratique de l'unité nationale (NUDO) | -  | -  | -  | -  | 1  | 1  |
| Mouvement populaire des sans-terre (LPM)              | -  | -  | -  | -  | -  | 6  |
| Patriotes indépendants pour le changement (IPC)       | -  | -  | -  | -  | -  | 2  |
| Indépendants (Ind.)                                   | -  | -  | -  | -  | -  | 1  |
| Total                                                 | 26 | 26 | 26 | 26 | 42 | 42 |

## Élections
L'élection se fait au scrutin indirect au niveau des conseils des régions qui comprennent de 6 à 12 membres élus. Ceux-ci désignent, parmi eux, les trois membres qui siégeront au Conseil national pour un mandat de cinq ans.
Les fonctions de membre du Conseil national sont incompatibles avec celles de membre élu d'une autorité locale et de fonctionnaire rémunéré.

## Liste des présidents
| Nom                      | Début            | Fin              |
| ------------------------ | ---------------- | ---------------- |
| Kandy Nehova             | 23 février 1993  | 16 décembre 2004 |
| Asser Kuveri Kapere      | 16 décembre 2004 | 8 décembre 2015  |
| Margaret Mensah-Williams | 8 décembre 2015  | 17 octobre 2019  |
| Bernard Songa Sinalatani | 17 octobre 2019  | 15 décembre 2020 |
| Lukas Sinimbo Muha       | 15 décembre 2020 | en cours         |